# 10 dicembre
Il 10 dicembre è il 344º giorno del calendario gregoriano (il 345º negli anni bisestili). Mancano 21 giorni alla fine dell'anno.

## Eventi
- 1041 – L'imperatrice Zoe Porfirogenita eleva al trono il figlio adottivo Michele
- 1252 – La badessa Maria da Besozzo rinuncia alla sovranità sul territorio di Meda, sancendone la nascita.
- 1508 – La Lega di Cambrai, formata da papa Giulio II, Luigi XII di Francia, Massimiliano I d'Asburgo e Ferdinando II di Aragona, viene creata con l'intento di sconfiggere Venezia
- 1520 – Martin Lutero brucia la copia della bolla papale "Exsurge Domine"
- 1684 – La derivazione di Isaac Newton delle Leggi di Keplero dalla sua teoria della gravità, contenute nel manoscritto De motu corporum in gyrum, viene letta alla Royal Society da Edmond Halley
- 1817 – Il Mississippi diventa il 20º Stato degli USA
- 1847 – Debutto pubblico dell'Inno di Mameli sul piazzale del Santuario di Nostra Signora di Loreto a Oregina, presentato ai cittadini genovesi e a vari patrioti italiani in occasione del centenario della cacciata degli austriaci
- 1848 – Luigi Napoleone Bonaparte viene eletto presidente della Repubblica francese
- 1864 – Guerra di secessione americana – William Tecumseh Sherman raggiunge Savannah (Georgia), terminando la sua "marcia verso il mare"
- 1869 – Il Wyoming concede il diritto di voto alle donne
- 1878 – Guerra russo-turca (1877-1878) – L'Impero ottomano dopo un lungo assedio abbandona la città di Pleven
- 1898 – A Parigi viene firmato il trattato che pone fine alla guerra ispano-americana
- 1901 – Vengono consegnati i primi Premi Nobel
- 1902 – La Tasmania concede il diritto di voto alle donne
- 1906 – Il presidente degli Stati Uniti d'America Theodore Roosevelt riceve il Premio Nobel per la pace, diventando il primo statunitense a vincere un Premio Nobel di qualsiasi tipo
- 1917 – Due MAS comandati da Luigi Rizzo penetrano nel Golfo di Trieste e affondano la corazzata austroungarica SMS Wien.
- 1920 – Canneto Sabino (RI): durante uno sciopero per la ridiscussione dei patti colonici e l'aumento della paga giornaliera i Reali Carabinieri, si dice aizzati dagli agrari, sparano: muoiono undici braccianti tra cui due donne
- 1926 – Grazia Deledda riceve il Premio Nobel per la letteratura
- 1932 – La Thailandia adotta la costituzione e diventa una monarchia costituzionale
- 1936 – Edoardo VIII del Regno Unito firma l'atto di abdicazione al trono britannico
- 1938 – Enrico Fermi riceve il Premio Nobel per la fisica
- 1940 – Seconda guerra mondiale: inizia la battaglia di Giarabub
- 1941 – Le forze giapponesi sbarcano nelle Filippine, catturano Guam e affondano le navi britanniche HMS Prince of Wales (53) e HMS Repulse
- 1948 – Approvazione della Dichiarazione universale dei diritti umani promossa dall'ONU
- 1949 – Guerra civile cinese: l'esercito popolare cinese inizia l'assedio di Chengdu, l'ultima città tenuta dai nazionalisti sulla Cina continentale. Chiang Kai-shek parte per Taiwan
- 1952 – Albert Schweitzer riceve il Premio Nobel per la pace
- 1965 – I Grateful Dead eseguono il loro primo concerto al The Fillmore di San Francisco
- 1969 – Cosa nostra uccide il boss Michele Cavataio all'interno della sede della ditta di costruzioni Girolamo Moncada; l'episodio è noto come Strage di viale Lazio
- 1973 – Lê Đức Thọ ed Henry Kissinger ricevono il Premio Nobel per la pace per aver stipulato gli accordi di pace di Parigi.
- 1975 – Andrej Dmitrievič Sacharov riceve il Premio Nobel per la pace. Il premio viene ritirato da sua moglie Elena Bonnėr
- 1978 – Menachem Begin e Anwar al-Sadat ricevono il Premio Nobel per la pace
- 1983
  - Lech Wałęsa riceve il Premio Nobel per la pace. Il premio viene ritirato da sua moglie Danuta
  - Raúl Alfonsín diventa presidente dell'Argentina
- 1984 – Desmond Tutu riceve il Premio Nobel per la pace
- 1986 – Elie Wiesel riceve il Premio Nobel per la pace
- 1989 – Tenzin Gyatso, il 14º Dalai Lama, riceve il Premio Nobel per la pace
- 1991 – In Nagorno Karabakh si svolge un referendum confermativo per l'autodeterminazione
- 1993
  - Viene pubblicata la versione shareware di Doom
  - Nelson Mandela e Frederik de Klerk ricevono il Premio Nobel per la pace
- 1994 – Viene pubblicata la versione 1.0 di Netscape
- 1999 – Fernando de la Rúa, già sindaco di Buenos Aires, viene eletto presidente della Repubblica argentina
- 2000 – Afar (Etiopia): un team di ricercatori capeggiato da Zeresenay Alemseged trova i resti fossili di un Australopithecus afarensis. Lo scheletro, il più completo mai ritrovato, appartiene a una bambina di tre anni, che viene battezzata Selam, nome che in varie lingue etiopiche significa "pace"
- 2006 – Lancio notturno dello Space Shuttle Discovery nell'ambito della missione STS-116. Gli obiettivi principali della missione sono: il trasporto ed il collegamento alla Stazione Spaziale Internazionale del segmento P5, l'aggiornamento del sistema energetico della stazione ed il cambio dell'equipaggio
- 2007 – Londra: presso l'O2 Arena i Led Zeppelin tengono un concerto reunion in onore del patron dell'Atlantic Records Ahmet Ertegün
- 2009 – Barack Obama riceve il Premio Nobel per la pace.
- 2012 – Viene conferito il Premio Nobel per la pace all'Unione europea

## Nati
Ci sono circa 1 040 voci su persone nate il 10 dicembre; vedi la pagina Nati il 10 dicembre per un elenco descrittivo o la categoria Nati il 10 dicembre per un indice alfabetico.

## Morti
Ci sono circa 480 voci su persone morte il 10 dicembre; vedi la pagina Morti il 10 dicembre per un elenco descrittivo o la categoria Morti il 10 dicembre per un indice alfabetico.

## Feste e ricorrenze

### Civili
Internazionali:
- Giornata mondiale dei diritti umani
- Giornata internazionale per i diritti degli animali
- Giornata del Caffè sospeso[1]

Nazionali:
- Italia, Marche – Giornata della regione Marche (dal 2005)[2]
- Norvegia e Svezia – Cerimonia di consegna dei Premi Nobel
- Regno Unito – Giornata dei diritti umani

### Religiose
Cristianesimo:
- Madonna di Loreto
- San Cesare vescovo
- Santi Edmondo Gennings e Swithun Wells, martiri
- Santi Ermogene e Donato e 22 compagni, martire
- Santa Eulalia di Mérida, vergine e martire
- San Gemello di Ancira, martire
- San Giovanni Roberts, martire
- San Gregorio III, papa
- San Luca di Melicuccà, monaco e vescovo
- San Mauro di Roma, martire
- San Polidoro Plasden ed Eustazio White, martiri
- San Tommaso di Farfa, abate
- Beati Toño Hernández ed Agostino Garcia Calvo, salesiani, martiri
- Beati Brian Lacy, Giovanni Mason e Sydney Hodgson, martiri
- Beato Guglielmo de Carraria, mercedario
- Beato Gonzalo Vines Masip, sacerdote e martire
- Beato Marcantonio Durando, sacerdote
- Beato Raimondo de Pirrariis, mercedario
- Beato Simone Fernandez, mercedario
- Beato Tommaso Somers, sacerdote e martire